# Цыбулёвка
Цыбулёвка — село в Дубоссарском районе непризнанной Приднестровской Молдавской Республики, де-юре - в Молдове. Административный центр Цыбулёвского сельсовета.

## История
По преданию, семья польского помещика Фёдора Цыбульского из Винницы основала поселение на берегу Днестра, привезя с собой крестьян, спасаясь от погромов в Виннице во время Брацлавско-Винницкого восстания 1541 года. Топоним Цыбулёвка произошёл от фамилии Цыбульский. Первые письменные упоминания о селе Цыбулёвка относятся к началу XVIII века, но его можно найти на карте Польши 1667 года.
Православная церковь была построена в селе в 1720-х годах и была освящена в честь святого Михаила, с этого момента храмовый праздник села празднуется 21 ноября.
В 1911 году в селе была открыта школа. В 1927 году в селе Цыбулёвка открылась больница. В 1970 году было построено новое трёхэтажное здание школы, рассчитанное на 600 учеников и мини-автостанция (в апреле 2014 планировалось её восстановление.
Погибшие мирные жители села Цыбулёвка: 7 человек (в том числе 2 ребёнка). Ещё 5 жителей Цыбулёвки погибли при обороне г. Дубоссары. Они похоронены на Мемориале Славы погибшим односельчанам; в честь них создан на входе в школу с. Цыбулёвка Музей памяти односельчан, погибшим во время агрессии Молдовы в 1992 году.
"Варварскому обстрелу из реактивной установки залпового огня «Град» в тот же день было подвергнуто с. Цыбулевка. Погибло 7, было ранено 15 жителей села. Этот обстрел не вызывался ни стратегической, ни тактической необходимостью, и свидетельствовал о неоправданной жестокости по отношению к гражданскому населению"

## Население. Социальная сфера
Население села Цыбулёвка — 1250 человек (2011). Село газифицировано, телефонизировано, обеспечено электричеством и водой Приднестровской Молдавской Республикой.
В селе действует школа на молдавском языке обучения (на кириллической графике), отделение шахмат ДЮСШ № 2 г.Дубоссары, детский сад «Медвежонок», больница, отделение связи, отделение сберегательного банка Приднестровской Молдавской Республики.
Планируется создание на базе школ и домов культуры сёл Цыбулёвка, Гармацкое, Гояны первого в Приднестровской Молдавской Республики социокультурного образовательного комплекса с размещением его базы в школе села Цыбулёвка.